# Nursing a Viper
Nursing a Viper é um filme mudo de 1909 norte-americano em curta-metragem, do gênero dramático, dirigido por D. W. Griffith. Cópias do filme encontram-se conservadas na Biblioteca do Congresso dos Estados Unidos.

## Elenco
- Arthur V. Johnson
- Marion Leonard
- Frank Powell
- Frank Evans
- Ruth Hart
- James Kirkwood
- Florence Lawrence
- Henry Lehrman
- Owen Moore
- George Nichols
- Anthony O'Sullivan
- Billy Quirk
- Gertrude Robinson
- Mack Sennett
- Mabel Trunnelle